# Pfälzische Freie Presse
Die Pfälzische Freie Presse war eine sozialdemokratische Parteizeitung für die West- und Nordpfalz. Die Zeitung wurde während der Weimarer Republik (ab 1921) in Kaiserslautern herausgegeben. Infolge der nationalsozialistischen Machtergreifung musste die Zeitung am 13. März 1933 eingestellt werden.
Bereits Ende 1887 war in Kaiserslautern eine gleichnamige Zeitung von der SPD eingestellt worden. Die dann im Januar 1888 in Ludwigshafen am Rhein gegründete Pfälzische Freie Presse, von Josef Huber als Wochenzeitung verlegt und redigiert, wurde nach ständigen Beschlagnahmungen durch bayerische Regierungsorgane nach vier Ausgaben im gleichen Monat ebenfalls eingestellt. 1890 übernahm die sozialdemokratische „Volksstimme“, Mannheim, der als Redakteur wiederum Josef Huber angehörte, die Aufgabe von Information und Agitation für die Pfalz und Baden, ab 1895 die Pfälzische Post für die Vorder- und Südpfalz.

## Weblink
- Zeitungsgeschichte Mannheim